# Aspergillus itaconicus
Aspergillus itaconicus är en svampart som beskrevs av Kinosh. 1931. Aspergillus itaconicus ingår i släktet Aspergillus och familjen Trichocomaceae.   Inga underarter finns listade i Catalogue of Life.